# Вулф (округ, Кентуккі)
Шаблон:StateAbbr_ 37°44′ пн. ш. 83°29′ зх. д. / 37.74° пн. ш. 83.49° зх. д.
Округ  Вулф (англ. Wolfe County) — округ (графство) у штаті  Кентуккі, США. Ідентифікатор округу 21237.

## Історія
Округ утворений 1860 року.

## Демографія
За даними перепису 
2000 року 
загальне населення округу становило 7065 осіб, усе сільське.
Серед мешканців округу чоловіків було 3506, а жінок — 3559. В окрузі було 2816 домогосподарств, 1977 родин, які мешкали в 3264 будинках.
Середній розмір родини становив 2,96.
Віковий розподіл населення поданий у таблиці:
| Стать    | До 15 років | 15-21 | 22-29 | 30-39 | 40-49 | 50-65 | 65-85 | Понад 85 |
| -------- | ----------- | ----- | ----- | ----- | ----- | ----- | ----- | -------- |
| Чоловіки | 775         | 368   | 350   | 494   | 545   | 573   | 363   | 38       |
| Жінки    | 725         | 361   | 359   | 501   | 557   | 562   | 404   | 90       |

## Суміжні округи
- Меніфі — північ
- Морган — північний схід
- Меґоффін — схід
- Бретітт — південний схід
- Лі — південний захід
- Повелл — північний захід

## Виноски
1. ↑  U.S. Decennial Census. United States Census Bureau. Архів оригіналу за 4 квітня 2018. Процитовано 20 серпня 2014.
2. ↑  Historical Census Browser. University of Virginia Library. Архів оригіналу за 11 серпня 2012. Процитовано 20 серпня 2014.
3. ↑  Population of Counties by Decennial Census: 1900 to 1990. United States Census Bureau. Архів оригіналу за 13 жовтня 2014. Процитовано 20 серпня 2014.
4. ↑  Census 2000 PHC-T-4. Ranking Tables for Counties: 1990 and 2000 (PDF). United States Census Bureau. Архів оригіналу (PDF) за 18 грудня 2014. Процитовано 20 серпня 2014.
5. ↑  State & County QuickFacts. United States Census Bureau. Архів оригіналу за 5 вересня 2015. Процитовано 6 березня 2014.(англ.) Наведено за англійською вікіпедією.
6. ↑  American FactFinder. Бюро перепису населення США. Архів оригіналу за 26 лютого 2012. Процитовано 31 січня 2008.

| США | Це незавершена стаття з географії США. Ви можете допомогти проєкту, виправивши або дописавши її. |